# Kamill
A Kamill férfinév eredete és jelentése bizonytalan, esetleg etruszk eredetű, de egyes vélemények szerint a latin camillus szóból származik. Camillusnak hívták a rómaiak a vallási szertartásokban segédkező, nemesi származású fiúgyerekeket. A név származhat a görög gaméliosz szóból is, aminek a jelentése ünnepi. Női párja: Kamilla.

## Rokon nevek
- Kamilló:[1] a Kamill olasz eredetű változata.[2]
- Kamil:[1] a Kamill rövid l-lel írt alakváltozata.

## Gyakorisága
Az 1990-es években a Kamill és a Kamilló szórványos név, a Kamilt nem lehetett anyakönyvezni, a 2000-es években nem szerepelnek a 100 leggyakoribb férfinév között.

## Névnapok
Kamill, Kamilló
- július 14.[2]
- július 18.[2]

## Híres Kamillok, Kamillók és Kamilok
- „Kamill” utónevű személyek szócikkeinek listája a Wikidata alapján
- „Kamilló” utónevű személyek szócikkeinek listája a Wikidata alapján
- „Kamil” utónevű személyek szócikkeinek listája a Wikidata alapján
- „Camil” utónevű személyek szócikkeinek listája a Wikidata alapján
- „Camille” utónevű személyek szócikkeinek listája a Wikidata alapján